# Motores Aston Martin na Fórmula 1
Os motores Aston Martin foram usados poucas vezes na Fórmula 1, sendo em quatro Grandes Prêmios na temporada de 1959 e dois na temporada de 1960 nos carros DBR4, e DBR5, mas não conseguiu marcar pontos em qualquer ano.

## História
O motor utilizado na Fórmula 1 era baseado no usado nos protótipo de corrida das competições de longa duração nos anos 1950, como as 24 Horas de Le Mans, passando de 3 litros para 2,5 litros.

## Fornecimento de motores
| 1959 | David Brown Corporation | Aston Martin RB6 2.5 L6 |
| 1960 | David Brown Corporation | Aston Martin RB6 2.5 L6 |

## Números na Fórmula 1
- Vitórias: 0[4] (0%[5])
- Pole-positions: 0[6] (0%[7])
- Voltas mais rápidas: 0[8]
- Triplos (pole, vitória e volta mais rápida) 0[9] (não considerando os pilotos, apenas o motor)
- Pontos: 0[10]
- Pódios: 0[11]
- Grandes Prêmios: 5[12] (todos carros: 10[13])
- Grandes Prêmios com pontos: 0[14]
- Largadas na primeira fila: 1[15]
- Posição média no grid: 12,600[16]
- Km na liderança: 0 Km[17]
- Primeira vitória: Nunca venceu[18]
- Primeira pole position: Nunca largou da pole[19]
- Não qualificações: 0[20]
- Desqualificações: 0[21]
- Porcentagem de motores quebrados: 50,000%[22]